# ベン・ヒンチリフ
ベン・ヒンチリフ（Ben Hinchliffe, 1987年10月9日 - ）は、イングランド・プレストン出身のサッカー選手。ストックポート・カウンティFC所属。ポジションはゴールキーパー。

## 経歴

### プレストン・ノースエンドFC
2006年4月、プレストンのリザーブチームで活躍したのちにトップチームと1年間のプロ契約を結んだ。チームから背番号を与えられたが、シーズン開始時にはノーザンプレミアリーグ、プレミアディビジョンに所属するケンダル・タウンに貸し出された。ケンダル・タウンで10試合に出場し活躍するも、2006年10月に怪我をしたため膝の手術が必要になった。

### トレンメア・ローヴァーズFC
怪我から回復すると、GKジョン・アッチャーバーグが負傷離脱した穴を埋めるために1か月の予定でトレンメア・ローヴァーズに貸し出された。
2007年4月28日クルー・アレクサンドラFC戦で、トレンメアのGKギャビン・ウォードがレッドカードで退場するとその代役として21分間試合に出場した。これはEFLチャンピオンシップで試合出場経験のなかったヒンチリフのフットボールリーグデビュー戦になった。その後、トレンメア・ローヴァーズはヒンチリフの契約をシーズン終了まで延長した。
クルー・アレクサンドラFC戦の1週間後にブレントフォードFC戦でフル出場を果たし、チームも3-1で勝利した。
その後、プレストンに戻ったが、2007年5月8日付で放出された。

### ダービー・カウンティFC
2007年7月10日に、プレミアリーグに昇格したダービー・カウンティに2年契約で加入した。プレストン・ノースエンドの元監督、ビリー・デイヴィスとコンビを組む形になったが、シーズン終了後に新監督のポール・ジュエルによって契約を解除された。

### ノンリーグからの再出発
その後、契約外選手という条件でオックスフォード・ユナイテッドFCに加入した。オックスフォードを退団した後は、ウスター・シティを経由して再びケンダル・タウンでプレーした。その後、バンバー・ブリッジFCを経てアンディ・プリース監督率いるノースウィッチ・ヴィクトリアFCに加入した。

### AFCフィルド
ノースウィッチで42試合に出場すると、その後AFCフィルドに加入した。
加入後最初の2シーズンで29試合のクリーン・シートを達成した。AFCフィルドでの4年間で毎年、そのディビジョンでのチーム・オブ・ザ・イヤーに選出された。
2013年のプレイオフ準決勝では60メートルのゴールを決め、フィルドにおけるゴール・オブ・ザ・シーズンに選ばれた。また、2014年プレーオフ決勝ではアシュトン・ユナイテッド相手にPKを決めた。

### ストックポート・カウンティFC
AFCフィルドで4年間プレーした後、ストックポート・カウンティFCに加入した。監督ジム・ギャノンはヒンチリフに加入について「おそらくノンリーグで最高のGKがやってきた」と語った。
ストックポート加入後、クラブのユース出身で守護神として活躍していたイアン・オルムソンからポジションを奪った。ストックポートは2016-2017シーズン、僅か1ポイント差で昇格プレーオフの出場権を逃した。このシーズン、17試合のクリーン・シートを達成した。
2017-18シーズンも守護神としてチームのゴールマウスを守り、2018年2月に契約を2018-19シーズンまでに延長した。これに際し、監督のジム・ギャノンは「サインして以来、ベンは私が在籍していた間、最も安定したパフォーマンスを見せてくれた選手の一人であり、このレベルのゴールキーパーの中でもトップの一人であることに変わりはないと感じている。昨シーズン、チームの守備力は部門最高だったが、今シーズンもベンは彼自身の高い水準を維持していると感じている。」と語った。ヒンチリフはパートタイムでの契約であり、本業はフルタイムのトラックドライバーだが、サポーターの間でもここ20年間で最も成功したGKと呼ばれるようになった。その後更に契約を延長し、2018-19シーズンはストックポートの52年ぶりのリーグ優勝に貢献した。